# (500279) 2012 PL9
(500279) 2012 PL9 es un asteroide perteneciente al cinturón de asteroides, descubierto el 29 de marzo de 2011 por el equipo del Mount Lemmon Survey desde el Observatorio del Monte Lemmon, Arizona, Estados Unidos.

## Designación y nombre
Designado provisionalmente como 2012 PL9.

## Características orbitales
2012 PL9 está situado a una distancia media del Sol de 3,021 ua, pudiendo alejarse hasta 3,298 ua y acercarse hasta 2,743 ua. Su excentricidad es 0,091 y la inclinación orbital 7,150 grados. Emplea 1917,99 días en completar una órbita alrededor del Sol.
Los próximos acercamientos a la órbita de Júpiter se producirán el 12 de agosto de 2071, el 1 de septiembre de 2118 y el 18 de septiembre de 2165, entre otros.

## Características físicas
La magnitud absoluta de 2012 PL9 es 16,5.